# Eagles
För andra betydelser, se Eagles (olika betydelser).
Eagles är en amerikansk musikgrupp som bildades 1971 i Los Angeles, Kalifornien. Gruppen ses som en av de mest betydelsefulla inom countryrocken och är känd för hitlåtar som "Best of My Love", "One of These Nights" och, kanske framförallt, "Hotel California". Två av gruppens album låg i slutet av 1900-talet på listan över de tio mest sålda någonsin i USA, Their Greatest Hits (1971-1975) och Hotel California, båda utgivna 1976. Gruppen upplöstes 1980 men har sedan dess återförenats ett antal gånger.

## Historia
Originaluppsättningen av Eagles bestod av trummisen Don Henley, keyboardisten och gitarristen Glenn Frey, gitarristen Bernie Leadon och basisten Randy Meisner. De fyra hade tidigare ingått i Linda Ronstadts kompband och medverkade alla på hennes självbetitlade album Linda Ronstadt från 1972.
I juni 1972 gavs debutalbumet Eagles ut, bland annat innehållande låtarna "Take It Easy" och "Witchy Woman". Stilen var från början ren countryrock. Man följde upp 1973 med Desperado, ett konceptalbum med westerntema. Under inspelningen av nästa skiva, On the Border från 1974, bytte man producent från Glyn Johns till Bill Szymczyk. Samtidigt togs gitarristen Don Felder in i bandet. De började nu utvecklas från countryrock till lite hårdare, mer klassisk rock. Med "On the Border" kom deras första singeletta, "Best of My Love". Framgångarna fortsatte 1975 med albumet One of These Nights som nådde förstaplatsen på albumlistan och innehöll hitlåtar som "One of These Nights" och "Take It to the Limit". Bernie Leadon valde dock att hoppa av och ersattes av Joe Walsh, vilket ytterligare befäste deras inriktning mot rocken.
1976 släpptes samlingsalbumet Their Greatest Hits (1971-1975), vilket har kommit att bli det bäst säljande albumet någonsin i USA, med över 29 miljoner exemplar sålda. Gruppens mest uppmärksammade studioalbum kom senare samma år, Hotel California. Albumet ses allmänt som gruppens stora mästerverk och innehåller bland annat hittarna "Hotel California" och "New Kid in Town". Inför turnén som följde hoppade basisten Randy Meisner av och ersattes med Timothy B. Schmit. 1979 kom vad som skulle bli deras sista studioalbum på 28 år, The Long Run med hiten "Heartache Tonight". Osämjan i bandet var nu hög och bandmedlemmarna valde att gå sina egna vägar.
De återförenades 1994 för en turné som resulterade i albumet Hell Freezes Over. Titeln syftar på ett uttalande i en intervju om att de skulle återförenas "när helvetet fryser". Bandet spelade därefter sporadiskt tillsammans, främst med uppsättningen från The Long Run men när de 1998 valdes in i Rock and Roll Hall of Fame anslöt sig även Bernie Leadon och Randy Meisner för ett framträdande. Don Felder sparkades ur bandet i februari 2001, vilket ledde till att han stämde bandet. Målet pågick fram till 2007 då man gjorde upp i godo.
2003 gav man ut en ny singel, "Hole in the World", inspirerad av 11 september-attackerna. Under flera år kom nu rapporter om ett nytt studioalbum av gruppen, vilket till slut gavs ut som en dubbel-CD 31 oktober 2007 med namnet Long Road out of Eden.
Bandet inledde sin Europaturné 2009 med en spelning på Malmö stadion 29 maj 2009. Den 17 juni 2011 spelade bandet på Norrporten Arena i Sundsvall.
Under 2013–2015 spelades turnén "History Of Eagles" runt om i världen - dock inte i Sverige. Turnén är baserad på dokumentären med samma namn.
Den 18 januari 2016 meddelade Eagles på sin hemsida att Glenn Frey avlidit i sviterna av ulcerös kolit, lunginflammation och ledgångsreumatism. Senare framkom att han legat i koma sedan november 2015 och opererats flera gånger för tarmproblem. Eagles gjorde ett framträdande på Grammy Awards 2016 där de tillsammans med Jackson Browne hyllade Frey genom att framföra "Take It Easy". Don Henley har senare uttalat sig om att den spelningen var det sista Eagles gjorde tillsammans, och att det var ett fint avslut på det hela. Trots Henleys uttalanden har bandet fortsatt att turnera med Freys son Deacon i sin fars plats. Även countryartisten Vince Gill har fått ta plats i bandets turnéuppsättning.

## Bandmedlemmar
Nuvarande medlemmar
- Don Henley – trummor, gitarr, sång (1971–1980, 1994–2016, 2017– )
- Joe Walsh – gitarr, orgel, sång (1976–1980, 1994–2016, 2017– )
- Timothy B. Schmit – basgitarr, sång (1977–1980, 1994–2016, 2017– )

Tidigare medlemmar
- Glenn Frey – gitarr, piano, sång (1971–1980, 1994–2016)
- Bernie Leadon – gitarr, banjo, mandolin, sång (1971–1976, 1998, 2013–2016)
- Randy Meisner – basgitarr, sång (1971–1977, 1998)
- Don Felder – gitarr, sång (1974–1980, 1994–2001)

## Diskografi

### Studioalbum
- 1972 – Eagles
- 1973 – Desperado
- 1974 – On the Border
- 1975 – One of These Nights
- 1976 – Hotel California
- 1979 – The Long Run
- 2007 – Long Road out of Eden

### Livealbum
- 1980 – Eagles Live
- 1994 – Hell Freezes Over

### Samlingar (urval)
- 1976 – Their Greatest Hits (1971-1975)
- 1982 – Eagles Greatest Hits, Vol. 2
- 1994 – The Very Best of The Eagles (1994)
- 2000 – Selected Works: 1972-1999
- 2001 – The Very Best of the Eagles (2001)
- 2003 – The Very Best Of / The Complete Greatest Hits

### Singlar
- 1972 – "Take It Easy"
- 1972 – "Witchy Woman"
- 1972 – "Peaceful Easy Feeling"
- 1973 – "Tequila Sunrise"
- 1973 – "Outlaw Man"
- 1974 – "Already Gone"
- 1974 – "James Dean"
- 1974 – "Best of My Love"
- 1975 – "One of These Nights"
- 1975 – "Lyin' Eyes"
- 1975 – "Take It to the Limit"
- 1976 – "New Kid in Town"
- 1977 – "Hotel California"
- 1977 – "Life in the Fast Lane"
- 1978 – "Please Come Home for Christmas"
- 1979 – "Heartache Tonight"
- 1979 – "The Long Run"
- 1980 – "I Can't Tell You Why"
- 1980 – "Seven Bridges Road"
- 2003 – "Hole in the World"
- 2007 – "How Long"